# BODIPY

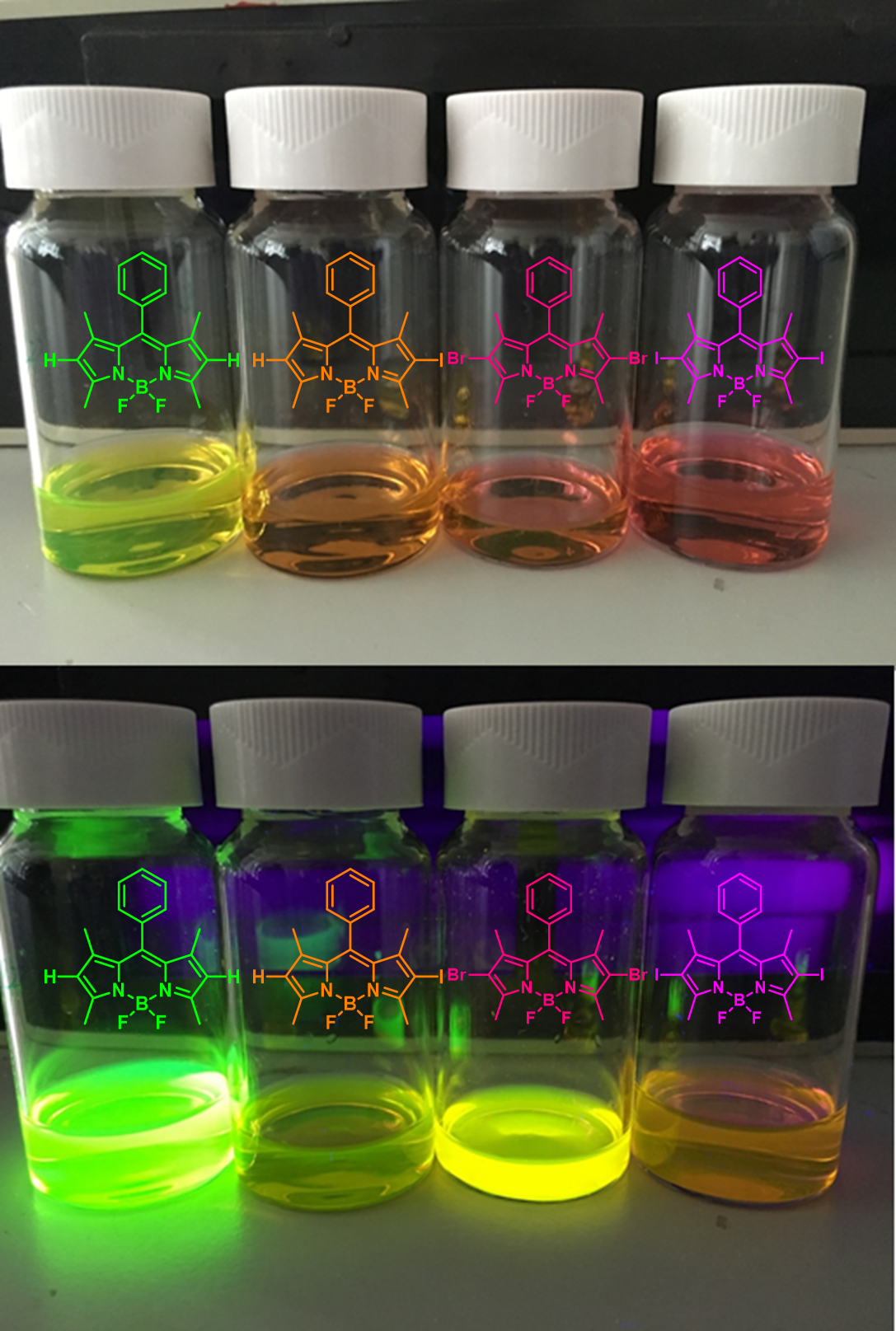
Vzorky halogenovaných BODIPY ozářené světlem a fluoreskující za působení ultrafialového záření

BODIPY je zkrácený název pro dipyrromethenbordifluorid, organickou sloučeninu, jejíž molekuly obsahují borodifluoridové funkční skupiny (BF2) napojené na dipyrromethenovou skupinu (C9H7N2), sloučeninu nazývanou 4,4-difluor-4-bora-3a,4a-diaza-s-indacen. Jedná se o červenou pevnou látku, stálou při pokojové teplotě a rozpustnou v methanolu. Příslušná výchozí sloučenina byla izolována v roce 2009, ale deriváty odvozené náhradou jednoho nebo více vodíkových atomů jinými skupinami jsou známy již od roku 1968, a patří do skupiny označované jako BODIPY barviva. Tyto organoborité sloučeniny jsou zkoumány jako fluorescenční barviva a jako značkovače v biologickém výzkumu.

## Struktura
V krystalické podobě je molekula BODIPY téměř rovinná a symetrická; výjimku vytváří dva atomy fluoru, nacházející se v rovině kolmé na zbytek molekuly. Vazby lze popsat formálním záporným nábojem na atomu boru a kladným nábojem na jednom z dusíků.

## Příprava
BODIPY a jeho deriváty je možné připravit reakcemi příslušných 2,2'-dipyrromethenů s komplexem fluoridu boritého a diethyletheru za přítomnosti triethylaminu nebo 1,8-diazabicyklo[5.4.0]undec-7-enu (DBU). Příprava je obtížná, protože dipyrromethenové prekurozry bývají mnohem méně stabilní než BODIPY.
Dipyrrometheny se získávají, několika způsoby, z pyrrolů, obvykle takových, které mají na jednu z poloh alfa navázaný substituent. Kondenzacemi těchto pyrrolů, často dostupných prostřednictvím Knorrovy syntézy, s aromatickými aldehydy za přítomnosti kyseliny trifluoroctové se tvoří dipyrromethany, následně oxidované na dipyrrometheny pomocí chinonů, například 2,3-dichlor-5,6-dikyano-1,4-benzochinonu nebo p-chloranilu.
Další možností, jak získat dipyrrometheny, je vystavení pyrrolů aktivovaným derivátům karboxylových kyselin, obvykle acylchloridům. Nesymetrické dipyrrometheny mohou vznikat kondenzacemi pyrrolů s 2-acylpyrroly. Dipyrromethanové produkty se dají izolovat a přečistit, ale izolaci dipyrromethenů většinou ztěžuje jejich nestabilita.

## Deriváty

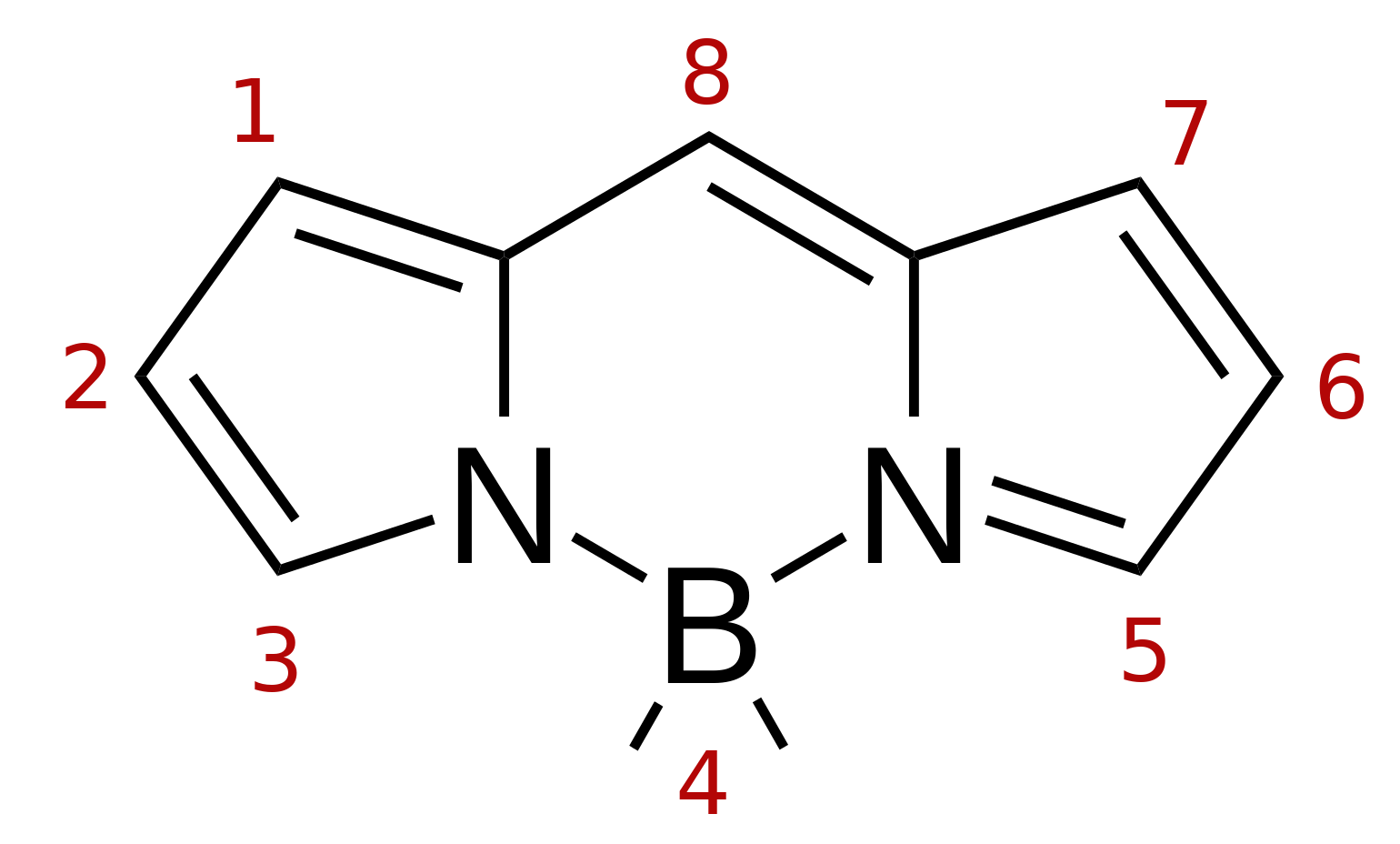
Číslování poloh substituentů na BODIPY. Polohy 3 a 5 se často také označují „α“, 1, 2, 6, a 7 jako „β“ a 8 jako „meso“.Toto číslování není stejné jako u výchozí molekuly 2,2'-dipyrromethenu.

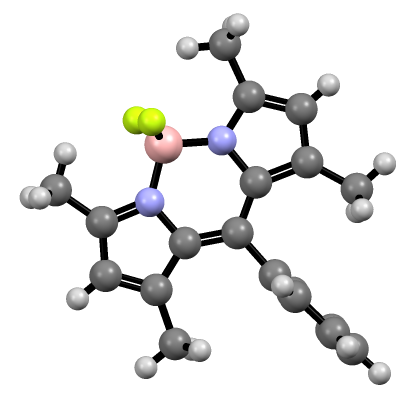
Molekulová struktura 1,3,5,7-tetramethyl-8-fenylovaného BODIPY.

BODIPY vytváří mnoho různých derivátů, protože jej lze substituovat prostřednictvím pyrrolů, aldehydů i acylchloridů.
Vodíkové atomy v pozicích 2 a 6 lze nahradit halogeny s použitím sukcinimidových činidel, například N-chlorsukcinimidu, N-bromsukcinimidu a N-jodsukcinimidu, které umožňují provádět další funkcionalizace párovacími reakcemi s boronovými estery nebo sloučeninami cínu.
Dva atomy fluoru navázané na bor lze, během syntézy i po ní, nahradit silnějšími nukleofily, jako jsou alkynyl- a aryllithné sloučeniny, chlor, methoxyskupiny, nebo dvojvazné substituenty.
Reakci může katalyzovat BBr3 nebo SnCl4.

## Fluorescence
BODIPY a jeho deriváty mají možné využití jako fluorescenční barviva. Silně absorbují ultrafialové záření a energii zpětně vyzařují v úzkém rozsahu frekvencí, většinou na vlnových délkách pod 600 nm. Polarita a pH prostředí na ně nemívají velký vliv a jsou dostatečně stálá za fyziologických podmínek. I malým pozměněním struktury je možné upravit jejich fluorescenční vlastnosti. BODIPY barviva nejsou výrazně reaktivní. V roztocích je fluorescence slabší, což omezuje využití; tento nedostatek byl překonán vytvořením asymetrických komplexů boru a nahrazením fluorových skupin fenylovými.
Nesubstituované BODIPY má široký absorpční pás, mezi přibližně 420 a 520 nm s vrcholem na 503 nm a emisní pás mezi 480 a 580 nm s vrcholem na 512 nm, přičemž čas fluorescence činí 7,2 nanosekund. Fluorescence zaniká za teplot nad 50 °C.
BODIPY barviva mají poměrně malé Stokesovy posuny, kvantové výtěžky nezávisí na prostředí, často se blížící 100 % i ve vodě a jsou dobře rozpustné v mnoha organických rozpouštědlech. Z těchto důvodů mají BODIPY fluorofory potenciál být používány v zobrazovacích metodách. Poloha absorpčních a emisních pásů se v různě polárních rozpouštědlech nemění.

## Možná použití
Komplexy BODIPY jsou zkoumány jako senzory a značkovače, protože jejich optoelektronické vlastnosti lze snadno ovládat.